# Giuliano Kamberaj
Giuliano Kamberaj é um ciclista albanês, nascido em 30 de maio de 1994 em Trento na Itália.

## Palmarés
- 2014
  -  Campeão da Albânia em estrada
  - Circuito Guazzorese
  - 2.º do Troféu Visentini
  - 2.º do campeonato da Albânia da contrarrelógio
  - 2.º do Troféu Stefano Fumagalli
  - 2.º da Medaglia d'Oro Città di Monza
  - 2.º do Grande Prêmio Fiera del Riso
  - 3.º de Vicence-Bionde
- 2015
  - Grande Prêmio d'Autunno
  - 2.º de Milão-Busseto
  - 3.º de La Popolarissima
  - 3.º do Troféu Gianfranco Bianchin
- 2017
  - Troféu Visentini
    - 3. ª etapa da Volta à Albânia
    - 4. ª etapa das Quatro dias dos As-en-Provence
    - 4. ª etapa da Volta da Província de Valência

  - 3.º do Troféu Papà Cervi
  - 3.º do Circuito delle Stelle
- 2018
  -     - 2. ª etapa do Memorial Manuel Sanroma
    - 3. ª etapa da Volta à Albânia

  - 2.º do Troféu Stefano Fumagalli
  - 3.º da Medaglia d'Oro Città di Monza

## Classificações mundiais
| Ano             | 2014   | 2015  | 2016   | 2017  | 2018  |
| UCI Europe Tour | 262.º. | 739.º |        | 1 233 | 1 365 |
| UCI Asia Tour   |        |       | 577.º. |       |       |